# José González Joly
José del Carmen González Joly (* 5. Mai 1991 in Colón) ist ein ehemaliger panamaischer Fußballspieler.

## Karriere

### Klub
Er begann seine Karriere in der Saison 2010/11 beim CD Árabe Unido. Anfang 2014 bis zum Sommer wurde er nach Kolumbien zum Uniautónoma FC verliehen. Nach seiner Rückkehr blieb er noch einmal bis zum Jahresstart 2018 bei Unido, woraufhin eine Leihe über eine Halbserie, diesmal zu Unión Comercio in Peru folgte. Im Sommer 2018 kehrte er wieder zu Unido in seine Heimat zurück und spielte bis zum Saisonende, als er im Alter von 28 Jahren seine Karriere beendete.

### Nationalmannschaft
Seinen ersten Einsatz für die Nationalmannschaft von Panama hatte er am 18. Februar 2016 bei einem 1:0-Freundschaftsspielsieg über El Salvador. Hier wurde er in der 62. Minute für Josiel Núñez eingewechselt. Es folgten ein paar Einsätze in Freundschaftsspielen sowie zwei bei der Copa Centroamericana 2017. Das Freundschaftsspiel gegen Wales am 14. November 2017 war seine letzte Partie im Nationaltrikot.

## Sonstiges
Nach dem Ende seiner Karriere wurde er am 23. August 2019 wegen illegalen Waffenbesitzes zu einer Haftstrafe von acht Jahren verurteilt.